# الویرا اوزونیان
الویرا گریگوری اوزونیان (ارمنی: Էլվիրա Գրիգորի Ուզունյան؛  ۶ دسامبر ۱۹۳۴) یک بازیگر و خواننده سوپرانو اهل ارمنستان است. 

## زندگی‌نامه
وی در ۶ دسامبر ۱۹۳۴ در تفلیس به دنیا آمد و از کنسرواتوار دولتی وانو ساراجیشویلی تفلیس فارغ‌التحصیل شد. وی در تالار اپرای ایروان فعالیت می‌کرد. وی همچنین برندهٔ جوایزی همچون هنرمند مردمی ارمنستان شوروی (۱۹۷۸) شده‌است.

## بازیگری اپرا
- آنوش آرمن تیگرانیان - آنوش (Անուշ)
- آرشاک دوم تیگران چوخاجیان - اُلیمپیا
- دئیزی ذکریا پالیاشویلی - مارو
- عروس پادشاه نیکلای ریمسکی-کورساکف - مارفا
- لوچیا دی لامرمور گائتانو دونیزتی - لیوچیا
- آرایشگر سویل جواکینو روسینی - رُزینا
- لا تراویاتا جوزپه وردی - ویولتا
- ریگولتو جوزپه وردی - جیلدا
- دون ژوان ولفگانگ آمادئوس موتسارت - تسرلینا